# Blauhemd (Schwäbische Alb)

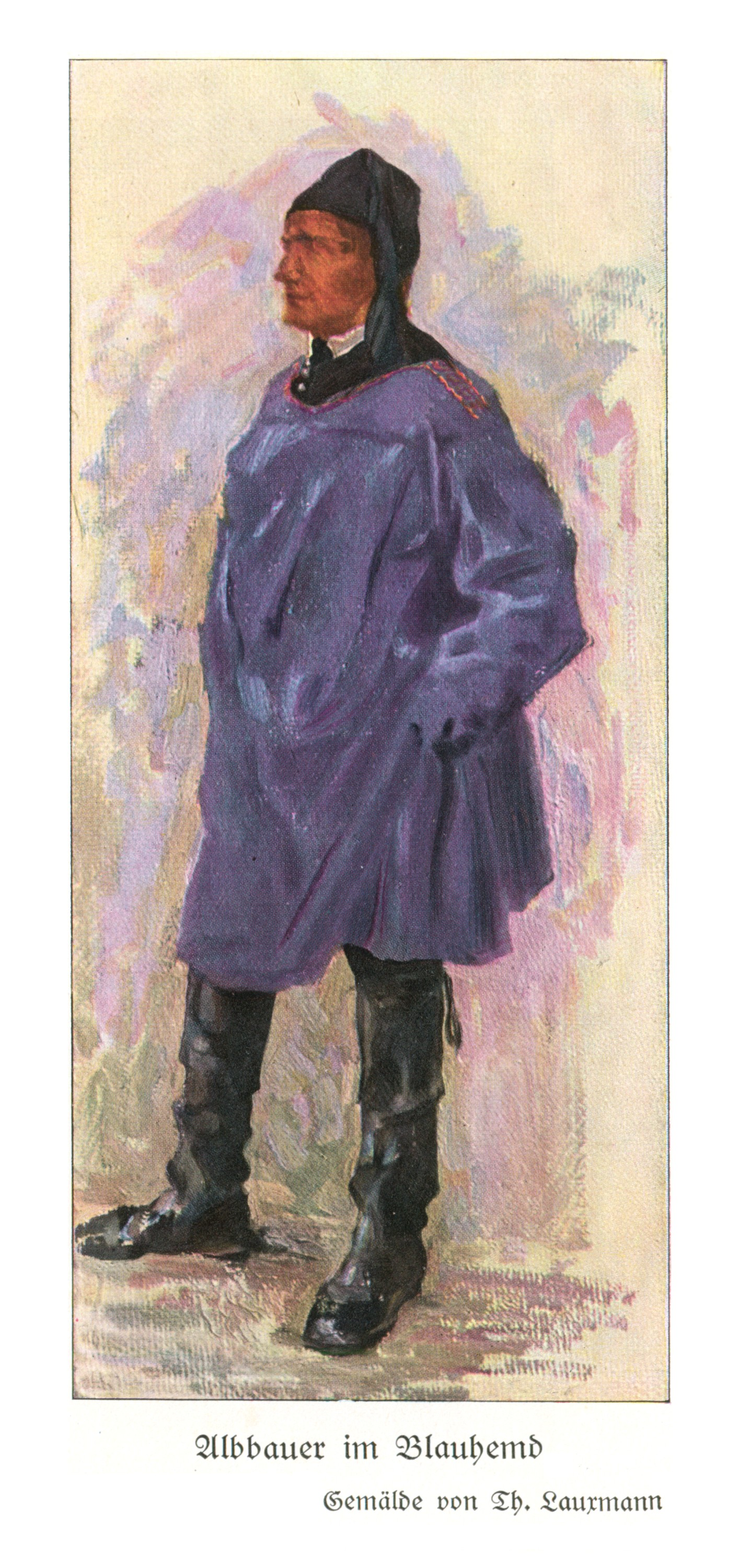
Historische Darstellung um 1912

Das Blauhemd war ein traditionelles Kleidungsstück der männlichen Bevölkerung auf der Schwäbischen Alb im heutigen Baden-Württemberg. Vorwiegend wurde das Blauhemd, ursprünglich als Fuhrmanns- und Weberhemd bekannt, werktags als Arbeitskleidung von den Landwirten auf dem Hof und auf dem Feld getragen. Die über den Gürtel herunterhängenden Hemden waren oft mit einer weißen, roten oder schwarzen Achselstickerei versehen. Als die mechanischen Webstühle erfunden waren, wurde das Blauhemd in Württemberg bekannt. Bis in die Mitte des 20. Jahrhunderts war es auf den Dörfern der Schwäbischen Alb noch häufig zu sehen. Auch heute ist es noch in Spezialgeschäften erhältlich. Das Blauhemd wird inzwischen als Freizeitkleidung getragen und ist heute auch in Kindergrößen sowie in verschiedenen Farben erhältlich.

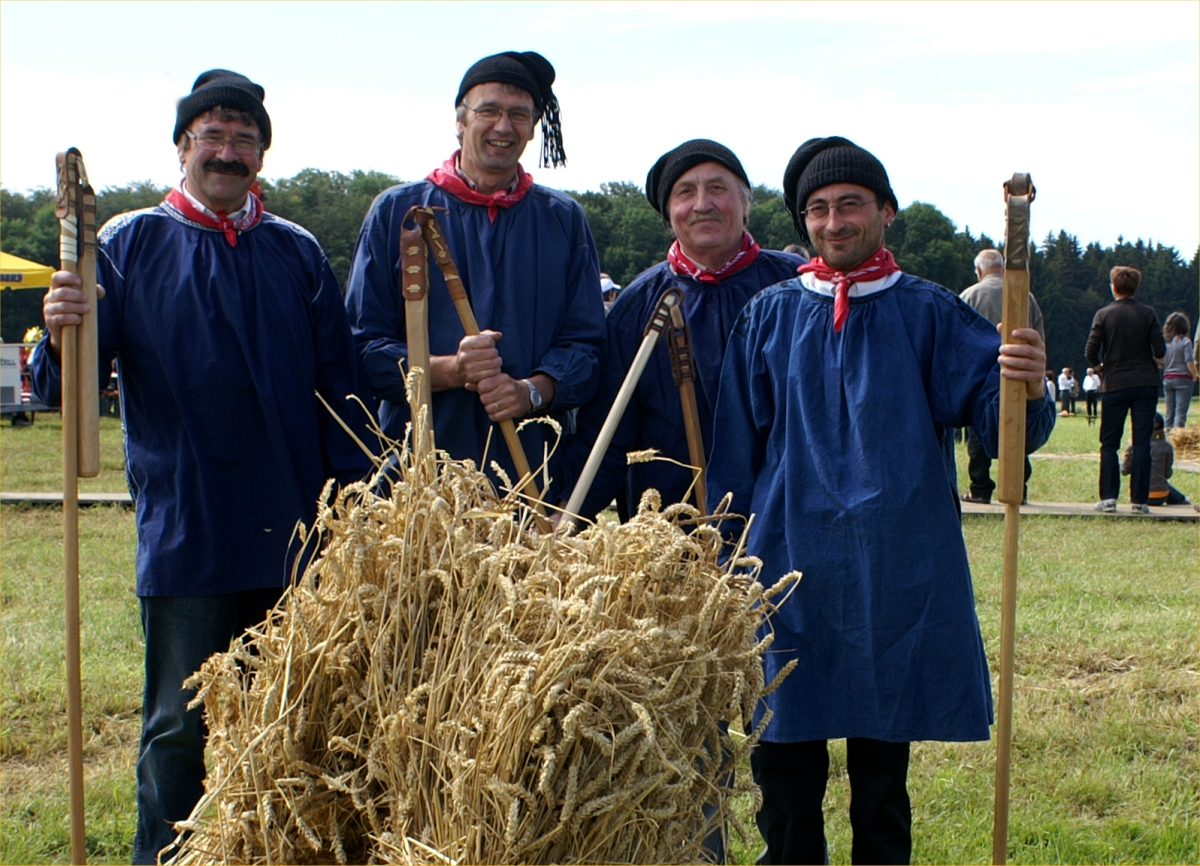
Traditionelles Dreschen mit dem Dreschflegel im Blauhemd
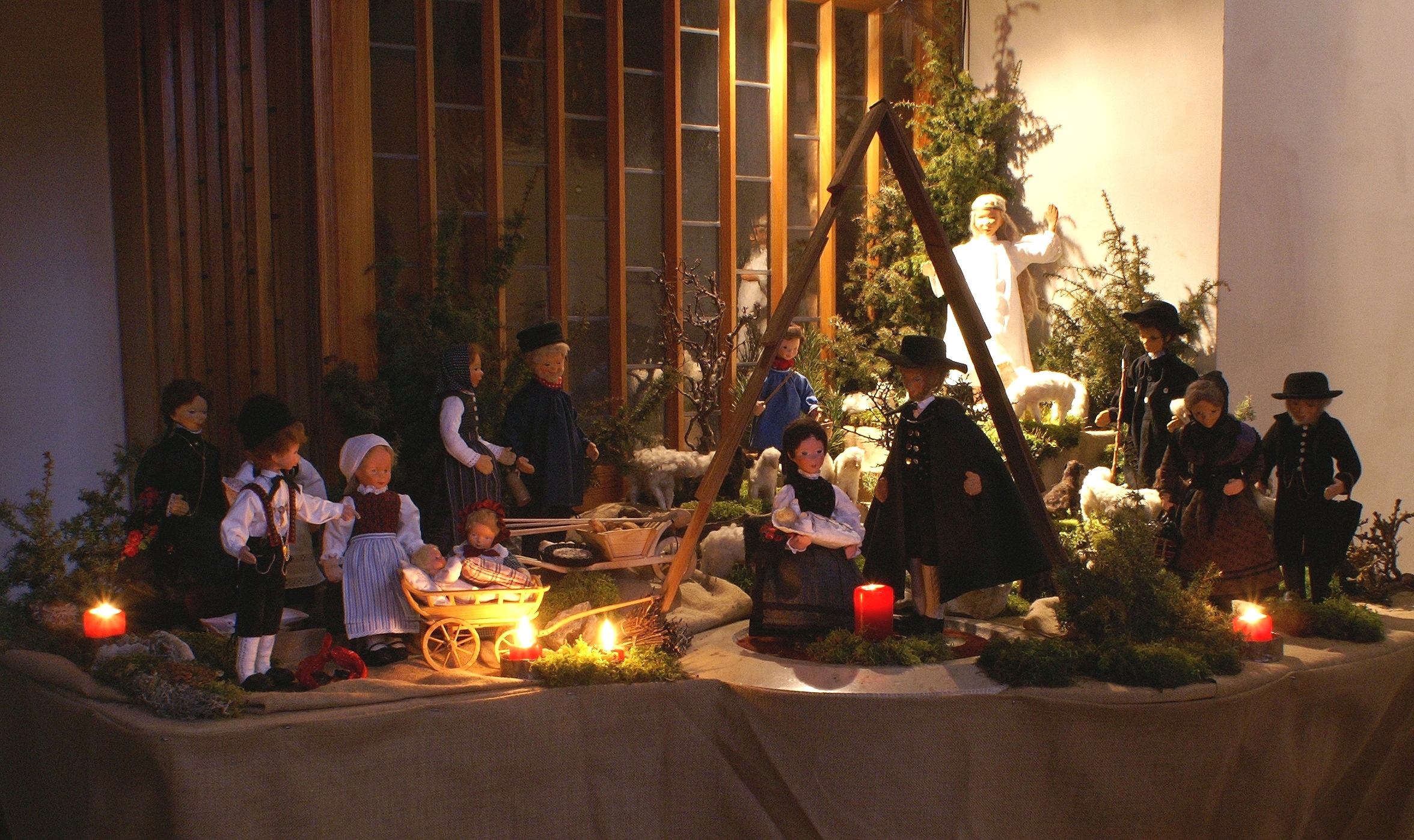
In der Seißener Trachtenkrippe tragen zwei der handgefertigten Figuren ein Blauhemd